# Cherif Pascha
Mehmet Cherif Pascha, även Şerif Pascha, född 15 oktober 1865 i Üsküdar, Konstantinopel, död 22 december 1951 i Catanzaro, Italien, var en osmansk officer, diplomat och politiker. Han var den andra kurden i Sverige som var utsänd av Osmanska riket som ambassadör; han hade sitt kontor på Kommendörsgatan 32 i Stockholm i Stockholm. Cherif bodde i Sverige åren 1898–1908. Den första kurden var läkaren Mirza Seid från iranska Kurdistan, som kom 1893.